# Through Fire to Fortune (film 1914)
Through Fire to Fortune è un film muto del 1914 diretto da Lloyd B. Carleton.

## Produzione
Il film fu prodotto dalla Lubin Manufacturing Company.  Venne girato in Pennsylvania.

## Distribuzione
Distribuito dalla General Film Company, il film uscì nelle sale cinematografiche USA nel febbraio 1914.